# Zālīte (stacja kolejowa)
Zālīte (ros. Залите) – stacja kolejowa w pobliżu miejscowości Zālīte, w gminie Bauska, na Łotwie. Położona jest na linii Jełgawa - Krustpils.